# Pailly, Yonne
Pailly là một xã của Pháp,tọa lạc ở tỉnh Yonne trong [[vùng của 

## Hành chính
| Danh sách các thị trưởng               |           |                  |      |         |
| Giai đoạn                              | Giai đoạn | Tên              | Đảng | Tư cách |
| 1884                                   | 1888      | Bourcier Etienne |      |         |
| Tất cả các dữ liệu trước đây không rõ. |           |                  |      |         |

- 1888-1912 Bourcier Julien
- 1912-1921 Longuet Henri
- 1921-1934 Nonat Nestor
- 1934-1953 Pléau Edouard
- 1953-1983 Lemot Klébert
- 1983-1995 Bourdon Bernard
- 1995- Nonat Jean

## Thông tin nhân khẩu
| Năm | 1962 | 1968 | 1975 | 1982 | 1990 | 1999 |
| --- | ---- | ---- | ---- | ---- | ---- | ---- |
| Dân số | 173  | 178  | 152  | 155  | 171  | 198  |
| From the year 1962 on: No double counting—residents of multiple communes (e.g. students and military personnel) are counted only once. |      |      |      |      |      |      |